# Mirco Presti
Mirco Presti (Asiago, 29 settembre 1991) è un ex hockeista su ghiaccio e hockeista in-line italiano, di ruolo ala sinistra.

## Carriera

### Club
Nel massimo campionato Mirco Presti ha esordito nella stagione 2006-07, con la maglia dell'HC Asiago, squadra con la quale ha giocato fino al 2016. Il primo gol in serie A, Presti l'ha realizzato nella stagione 2010-11 mentre la stagione successiva ha esordito segnando ben 3 gol nelle prime 3 giornate di campionato. Sempre nel corso del campionato 2011-12 ha segnato anche il suo primo gol in Europa, mettendo a segno la rete dell'1-2 nella decisiva partita disputata dall'Asiago ad Herning, contro i padroni di casa dell'Herning Blue Fox nella semifinale di Continental Cup che ha poi visto l'Asiago approdare per la prima volta nella sua storia alla finale del torneo, che si è tenuta a Rouen.
Nell'estate del 2016 si è trasferito all'Hockey Pergine.

### Nazionale
Presti entrò nell'ambito della Nazionale italiana già nel 2008, prendendo parte ai mondiali di categoria Under-18 e successivamente a quelli Under-20. Nel 2011 vinse il premio di miglior giocatore della Nazionale azzurra.

## Vita privata
È il cognato di Luca Rigoni, ex compagno di squadra dell'Asiago Hockey.

## Palmarès

### Club
- Campionato italiano: 4

Asiago: 2009-2010, 2010-2011, 2012-2013, 2014-2015
- Supercoppa italiana: 2

Asiago: 2013, 2015

### Individuale
- Top Player on Team Mondiale U-20 - Prima Divisione: 1

Bielorussia 2011